# Sandra Adair
Sandra Adair é uma montadora americana. Como reconhecimento, foi nomeada ao Oscar 2015 na categoria de Melhor Edição por Boyhood.